# КРІНК

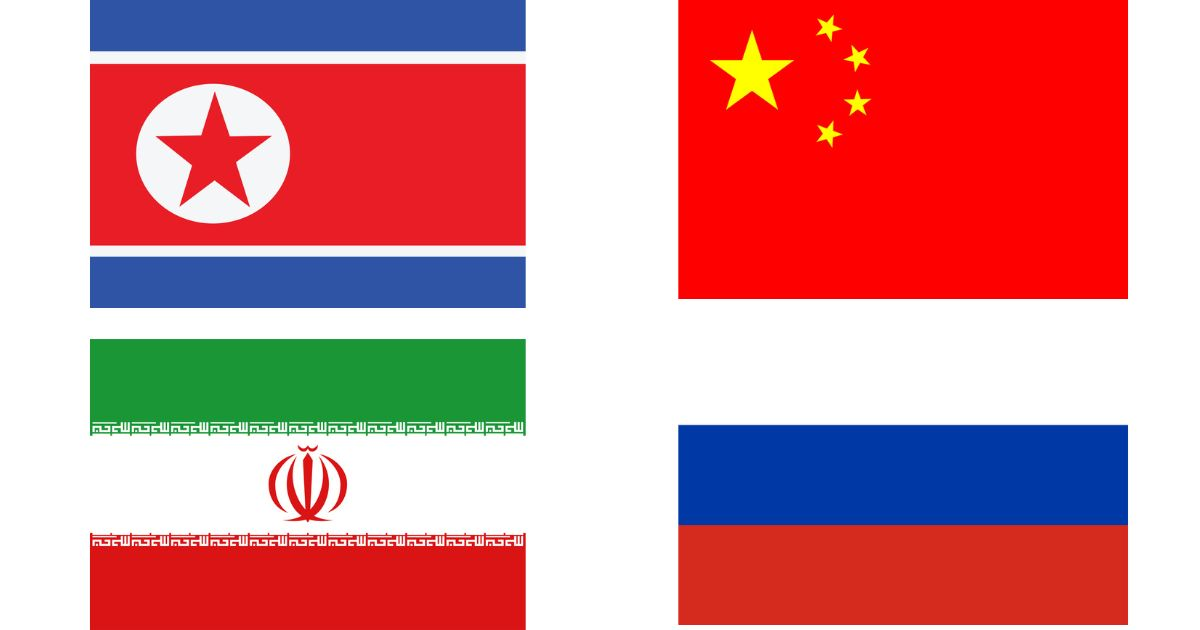
Прапори CRINK

КРІНК (англ. CRINK; від англ. China, Russia, Iran, North Korea — «Китай, Росія, Іран, Північна Корея») — неформальний альянс країн з автократичними політичними режимами, що провадять дестабілізаційну діяльність та створюють загрози для міжнародної безпеки.

## Історія
У липні 2020 року помічник Генерального прокурора з національної безпеки Джон Демерс заявив, що цей «ганебний клуб», надає безпечний притулок кіберзлочинцям в обмін на те, що ці хакери працюють на користь цих держав. У продовж пандемії COVID-19 західні спецслужби кілька місяців поспіль попереджали про кібератаки на дослідницькі організації вакцин, здійснені хакерами за підтримки країн CRINK.
У жовтні 2021 року аналітик кібербезпеки та дослідник із Солфордського університету Роберт Марш зазначив, що Китай, Росія, Іран і Північна Корея (CRINK) є найбільш помітними з тих країн, які фінансують організовані злочинні групи хакерів з метою виконання складних кібератак, спрямованих на уряди, благодійні організації, компанії та організації.
У листопаді 2023 року на Галіфаксському форумі з міжнародної безпеки акронім CRINK був використаний в назвах кількох дискусій включно з такими як «Не звертайте уваги на БРІКС, ось CRINKs» а також «Перемога в Україні = відповідь CRINK» На форумі констатували консенсус серед демократичних країн: для захисту принципів глобального світового порядку та для протидії дестабілізаційній діяльності, організованій альянсом CRINK, необхідний єдиний фронт. За словами Гаррі Каспарова, лідери CRINK чітко кажуть, що збираються робити і виконують свої обіцянки. Він пояснив, що Путін говорив про анексію земель, які він вважав частиною Росії, або Сі Цзіньпін висловлювався про захоплення Тайваню, а іранський Хомейні трубив про своє пророцтво про знищення Ізраїлю. Каспаров сказав, що світ має прийняти їхні погрози за чисту монету.